# Joaquim Carril de Monasterio
Joaquim Carril de Monasterio   (Puigcerdà, 23 de gener de 1884 - Barcelona, 2 d'abril de 1948) fou un futbolista català de la dècada de 1900.
Fou un dels fundadors de la Sociedad Española de Football, i fou el primer capità de l'equip. Jugava de defensa i defensà els colors de l'Espanyol entre 1900 i 1910. Durant l'etapa de suspensió d'activitat formà part del FC X.

## Palmarès
Espanyol
- Campionat de Catalunya de futbol:
  - 1902-03, 1903-04

X SC
- Campionat de Catalunya de futbol:
  - 1905-06, 1906-07, 1907-08